# Magyar Televízió
Magyar Televízió (MTV) je naziv za državnu televizijsku kuću u Mađarskoj. Danas emitira pet kanala: M1 HD, M2 HD, M3, M4 Sport, M5, Duna i Duna World. 
S emitiranjem je počela 1. svibnja 1957., a dvije godine kasnije je već imala 50 000 pretplatnika s TV-prijemnicima.
S vremenom se etablirala kao jedna od najpopularnijih TV-stanica u nekadašnjem Istočnom bloku. Nakon dolaska demokracije i pojave privatnih TV-stanica počela je gubiti publiku. Godine 2001. je vlada odlučila ukinuti obaveznu TV-pretplatu, te se danas financira neposredno iz budžeta, odnosno preko reklama.
Rano ujutro 19. rujna 2006. zgrada televizije je napadnuta i demolirana od strane demonstranata koji su zahtijevali ostavku premijera Ferenca Gyurcsánya.
1. srpnja 2015., Magyar Televízió kao i tri druge javne medijske organizacije kojima upravlja MTVA spojene su u jedinstvenu organizaciju pod nazivom Duna Media Service. Ova je organizacija pravni sljednik Magyar Televízió i aktivna je članica Europske radiodifuzijske unije.

## Vanjske poveznice
- Službena stranica